# 长穗高稈莎草
长穗高稈莎草（学名：Cyperus exaltatus var. megalanthus）是莎草科莎草属高稈莎草的变种。分布在中国大陆的江苏、浙江等地，目前尚未由人工引种栽培。